# Малийский франк
Малийский франк (фр. Franc malien) — денежная единица Республики Мали с 1962 по 1984 год.

## История
До 1962 года денежной единицей Мали был франк КФА, Мали входила в Западноафриканский валютный союз. 1 июля 1962 года была введена собственная денежная единица — малийский франк. Обмен франков КФА на малийский франк проводился 1:1 в период с 1 по 15 июля 1962 года.
В феврале 1967 года Мали и Францией подписан договор о возвращении Мали в Зону франка, были намечены три этапа мероприятий. На первом этапе правительством Мали проводились меры по оздоровлению экономики и финансов. На втором Мали возвращалась в Зону франка, малийский франк свободно обменивался на французский франк. На третьем этапе Мали вновь вступала в Западноафриканский валютный союз при сохранении собственной валюты (малийского франка) и национального эмиссионного института.
6 мая 1967 года малийский франк девальвирован на 50 %, было установлено соотношение: 100 малийских франков = 1 французский франк = 50 франков КФА. В марте 1968 года Мали вошла в Зону франка. Банк Республики Мали был реорганизован в Центральный банк Мали, которому был открыт операционный счёт в Казначействе Франции. Ранее выпущенные банкноты были заменены в обращении банкнотами Центрального банка Мали.
1 июня 1984 года Мали вступила в Западноафриканский валютный союз, денежной единицей вновь стал франк КФА. Малийский франк находился в обращении до 1 сентября 1984 года, обмен производился в соотношении: 2 малийских франка = 1 франк КФА.

## Монеты и банкноты
Выпускались монеты в 5, 10, 25, 50, 100 франков. Из драгоценных металлов чеканились монеты в 10, 25, 50 и 100 франков.
Первый выпуск банкнот Банка Республики Мали состоял из номиналов 50, 100, 500, 1000, 5000 франков. Вторая серия банкнот тех же номиналов выпущена в 1967 году. На всех банкнотах этих серий — портрет Модибо Кейта.
Выпуск банкнот третьего выпуска произведён Центральным банком Мали номиналами в 100, 500, 1000, 5000, 10 000 франков.